# Ursula Ramge
Ursula Ramge (* 21. Mai 1963) ist eine deutsche Ausbilderin, Referentin und Wettkampfrichterin im Voltigiersport. Von 2002 bis 2022 war sie die Bundestrainerin der deutschen Voltigierer. Ramge ist Mitautorin der 2002 neu erschienenen „Richtlinien für Reiten und Fahren“, Band 3 (Voltigieren).

## Werdegang
Ursula („Ulla“) Ramge wuchs in Dortmund auf. Als Voltigiererin war sie leistungssportlich zunächst im Teamvoltigieren, später auch als Einzelvoltigiererin aktiv. Im Dressur- und Springsport nahm sie an Wettkämpfen bis zur Klasse L teil. 
Als Trainerin bildete Ramge Voltigiergruppen und Einzelvoltigierer aller Leistungsklassen aus und war von 1990 bis 2002 Landestrainerin in Westfalen. In diesem Zeitraum errangen die westfälischen Voltigierer zehn Gold-, zehn Silber- und eine Bronzemedaille bei Deutschen Meisterschaften sowie sieben Gold-, sieben Silber- und drei Bronzemedaillen bei Welt- und Europameisterschaften. 2002 trat sie die Nachfolge von Helma Schwarzmann als Bundestrainerin der deutschen Voltigierer an. Sie trainierte den A-, B- und C-Kader. Ende Dezember 2022 gab sie ihr Amt an Kai Vorberg ab.
Ramge ist in der Ausbildung der Voltigiersporttrainer und Voltigierrichter als Referentin tätig und ist Prüfungskommissionsvorsitzende in der Trainerausbildung Voltigieren. 
Sie ist zudem national und international als Voltigierrichterin tätig und ist FEI-Chefsteward.

## Auszeichnungen
2022 Deutsches Reiterkreuz in Gold

## Verbandsarbeit
- seit 1991 Fachbeirat Voltigieren der Deutschen Reiterlichen Vereinigung (FN)
- 1992–2000 Sprecherin des „Arbeitskreises Richtlinien und LPO“
- 2011–2015 Voltigier-Komitee des Weltreiterverbandes (FEI)[4]